# The Knife
The Knife foi um duo sueco de música eletrónica, formado em Gotemburgo, 1999. O grupo era composto pelos irmãos Karin e Olof Dreijer, que juntos também fundaram sua própria gravadora, Rabid Records. O grupo ganhou reconhecimento internacional com seu álbum de estúdio "Deep Cuts", lançado em 2003.
A primeira turnê do duo começou em 2006, após o lançamento do aclamado Silent Shout. Eles ganharam vários Grammis Suecos com o álbum, mas se recusaram a comparecer na cerimônia. Quando apareciam em público, usavam máscaras vietnamitas. Karin iniciou sua carreira solo em 2009, com o álbum "Fever Ray", enquanto Olof tem lançado vários EP's sob o nome Oni Ayhun desde 2009. The Knife foi desfeito em Novembro de 2014 após o lançamento do aclamado "Shaking the Habitual" e do fim da última turnê do grupo.

## Histórico
Em 2003, o disco Deep Cuts ganhou o Grammy sueco de melhor grupo pop, mas os membros do duo boicotaram o prémio, enviando no seu lugar duas mulheres vestidas de gorila (Guerrilla Girls), em protesto contra o domínio masculino no meio musical e nas editoras.
Em 2006 a banda volta a vencer grammys suecos graças a Silent Shout, desta vez os seis para os quais estava nomeada, cimentando a sua carreira no seu país natal. É com este álbum que a banda conhece um sucesso mundial e dá a primeira digressão passando por vários países europeus, pelo Canadá e pelos Estados Unidos da América.
Em 2009 The Knife compôs o libretto e a música para a ópera Tomorrow, in a Year, produzida pela empresa dinamarquesa Hotel ProForma, tendo já recebido várias críticas muito positivas, em Março de 2010 é lançado a banda sonora da mesma ópera, em parceria com Mt Sims e Planningtorock. Uma música (Colouring of Pigeons) é aliás proposta gratuitamente para download no site oficial da banda. A ópera é totalmente inspirada no trabalho A Origem das Espécies do naturalista Charles Darwin.
Sobre Tomorrow, in a Year, Olof Dreijer declarou:
| “ | "No começo foi muito difícil porque nós realmente não sabíamos nada sobre ópera. Nós nunca fomos a uma. Eu nem sequer sabia o que o a palavra "libreto" significava. Mas depois de alguns estudos, e apenas nos acostumando a essência da ópera, com os seus gestos pretensiosos e dramáticos, descobrimos que há muito para aprender e brincar. Na verdade, a nossa ignorância deu-nos uma abordagem positiva e descontraida para fazer ópera. Levei cerca de um ano para tornar-me emocionalmente motivada para cantar ópera. Eu realmente gosto dos valores básicos do teatro e da ópera, uma das forma mais simples de apresentar uma narrativa. Já pensávamos neste projeto antes mesmo do 'The Knife', mas nunca de forma tão clara". | ” |

## Música e vídeos musicais
A música dos The Knife é marcada pelos elementos eletrónicos, quase não havendo presença de instrumento acústico. Mesmo as vozes da vocalista, Karin Dreijer, muitas vezes aparece tratada e distorcida. As batidas contêm ainda fortes traços da música eletrônica dos anos 1980, nas quais se ouvem sintetizadores, guitarras distorcidas e outros instrumentos pouco usuais. O som do duo tem sido com uma certa freqüência comparadas às canções de Kraftwerk.

De acordo com os preceitos dos irmãos Dreijer, nos videoclipes da banda quase não há a presença de pessoas reais. Com algumas importantes excepções, tais como os clipes de Pass This On, You Take My Breath Away e Marble House, a identidade visual do duo manifesta-se por meio de animações com elementos retro e diversos outros tipos de linguagem eletrónica.

## Discografia
- The Knife (2001)
- Deep Cuts (2003)
- Hannah med H - Banda Sonora (2003)
- Silent Shout (2006)
- Tomorrow, In a Year (2010)
- Shaking The Habitual (2013)